# Балка Ребрикова
Балка Ребрикова — балка (річка) в Україні у Старобешівському районі Донецької області. Ліва притока річки Кальміусу (басейн Азовського моря).

## Опис
Довжина балки приблизно 3,92 км, найкоротша відстань між витоком і гирлом — 3,65  км, коефіцієнт звивистості річки — 1,07 . Формується декількома балками та загатами.

## Розташування
Бере початок на західній стороні від села Любівки. Тече переважно на північний захід через село Петрівське і впадає у річку Кальміус.
Населені пункти вздовж берегової смуги: Ребрикове.

## Цікаві факти
- Від витоку балки на південно-східній стороні на відстані приблизно 2 км розташована залізнична станція Войкове[2].